# Biblioteca de escritores baleares
Biblioteca de escritores baleares es una obra del escritor, historiador y cronista español Joaquín María Bover, publicada por primera vez, de forma póstuma, en 1868, en dos volúmenes.

## Descripción
La obra, que, si bien firmada en su primer tomo en 15 de marzo de 1865, no vio la luz hasta 1868, ya fallecido Bover, está dedicada a Pedro José Pidal. En el prólogo, se reproduce una breve biografía del autor y se traza un recorrido por sus publicaciones. Si bien Biblioteca de escritores baleares hunde sus raíces en la Memoria biográfica de los mallorquines que se han distinguido en la antigua y moderna literatura que había publicado en 1842, no se limitó a reparar las omisiones y descuidos que había en aquella, sino que emprendió un nuevo proceso de investigación para, según se asevera en el prólogo, «allegar un nuevo caudal de conocimientos á fuerza de releer libros, periódicos y manuscritos». Se dice lo siguiente en ese mismo prólogo:

«Era pues necesario acudir á todos los puntos de donde pudiera emanarle alguna luz, revolver bibliotecas y archivos, entablar relaciones y correspondencias, andar á caza de rarezas bibliográficas y ponerse en contacto con sus poseedores. Y luego era necesario encerrarse en su gabinete un dia y otro dia, y pasar en él mortales horas tomando apuntes, evacuando citas, estractando noticias, transcribiendo párrafos, para despues ajustarlo todo á su plan y presentarlo con órden y concierto. Era preciso no dar á su espíritu, ni á su mano, tregua ni descanso. Y para ver que así se hizo no es menester un minucioso exámen de la presente obra, basta una rápida ojeada. Basta fijarse en el último guarismo de la serie correlativa de sus artículos para persuadirse de que poco ó nada queda ya que espigar en el campo de nuestra bibliografía»
En el prólogo al primer tomo

La obra, que comienza con Juan Abelló y se queda cerca de las mil cuatrocientas páginas entre los dos volúmenes, ha sido tachada de «célebre y útil». Le sirvió a Salvador Fábregues para escribir una Biblioteca de escritores menorquines, con extractos de aquella y aumentada con nuevos datos recogidos por él. Esta vería la luz en 360 páginas.